# Louis Braffort

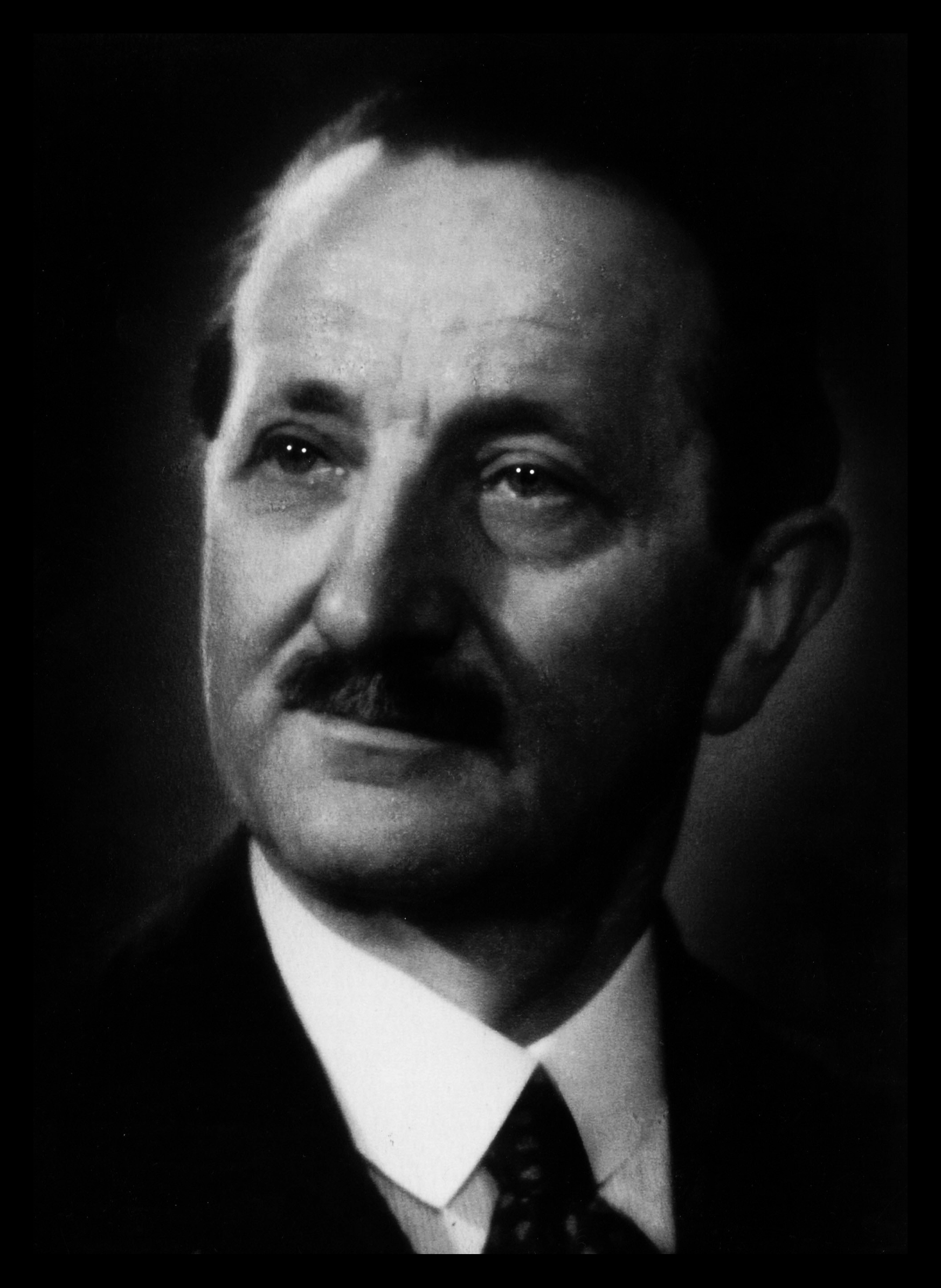
Louis Braffort

Louis Braffort (Villers-sur-Semois, 14 augustus 1886 – Wambeek, 24 augustus 1944) was een strafrechtadvocaat en stafhouder van de balie van Brussel. Hij verzette zich tijdens de Tweede Wereldoorlog tegen de Duitsers en werd vermoord door rexisten op 24 augustus 1944. In 1947 werd het memoriaal Louis Braffort te Wambeek opgericht.

## Biografie
In 1904 voltooide Braffort zijn studies aan het Sint-Jozefcollege in Virton. Daarna schreef hij zich in aan de Katholieke Universiteit Leuven om rechten te studeren, een studie die hij afrondde in 1909.  Hij werd er lid van K.A.V. Lovania Leuven. Tijdens zijn studie ging hij twee keer naar Bonn, wat zijn Duits aanzienlijk verbeterde. Hij werd kort secretaris van premier Frans Schollaert, maar gaf vervolgens de voorkeur aan de advocatuur boven de politiek. Louis Braffort maakte vele reizen om zijn opleiding voort te zetten. Hij ging naar Lyon, Parijs (bij Maurice Garçon), Berlijn (bij Franz von Liszt) en Amsterdam (Gerard Anton van Hamel). 
Tijdens de Eerste Wereldoorlog trad Louis Braffort toe tot het Comité van kosteloze verdediging voor de verdediging van de Belgen in de Duitse oorlogstribunalen opgericht door Victor Bonnevie en verdedigde enkele van de medeverdachten in het proces tegen Edith Cavell. In februari 1919 nam hij de leerstoel strafrecht over en stond aan de basis van de oprichting van de Leuvense school voor criminologie.
Op 2 september 1920 trouwde hij in Overijse met Marie-Louise de Le Hoye. Het echtpaar kreeg drie meisjes. 
In 1935 plaatste minister van Justitie Eugène Soudan hem aan het hoofd van de onderzoekscommissie belast met de evaluatie van de wet van 9 april 1930 tot bescherming van de maatschappij. Hij leverde zijn rapport af in 1939. 
Op 4 juli 1939 werd hij tot stafhouder van de Brusselse balie gekozen. Minder dan een jaar later werd Brussel bezet door de Duitsers. Stafhouder Braffort stopte niet met zich sterk te verzetten tegen de bevelen tegenover de bevolking. Op 28 oktober 1940 kwam er een Duits bevel tot opmaak en overmaking van een lijst met joodse magistraten en advocaten met het oog op hun verwijdering. Louis Braffort verzette zich tegen de opmaak en verzending van dergelijke lijsten. Samen met de voorzitter van het Hof van Cassatie en de procureur-generaal stuurt hij een ondubbelzinnige brief aan de militaire gouverneur, generaal von Falkenhausen:

Van de Belgische advocaten verwachten dat ze ophouden onafhankelijk te zijn, zou hetzelfde zijn als hen vragen op te houden zichzelf te zijn.(attendre des avocats belges qu’ils cessent d’être indépendants, ce serait leur demander de cesser d’être eux-mêmes)

Van 1940 tot 1944 stuurde Louis Braffort niet minder dan 25 protesten. 

Ik heb een gewetensplicht die geen enkele overweging kan veranderen, deze te zeggen dat het principe zelf van de verordening in directe tegenstrijd is met het recht.(J’ai un devoir de conscience qu’aucune considération ne peut modifier, celui de dire que le principe même de l’ordonnance est en opposition directe avec le droit)

We hebben plechtig de eed afgelegd trouw te blijven aan de Grondwet van het Belgische volk en we mogen die eed niet tekort doen.(nous avons prêté solennellement le serment de rester fidèles à la Constitution du peuple belge et nous ne pouvons manquer à ce serment)

In 1944 publiceerde Victor Matthys, leider van de Rex-beweging, de lijst van te elimineren persoonlijkheden. Louis Braffort, die ook op deze lijst stond, was daarvan op de hoogte, maar weigerde te vluchten of schuilen.

Als ik mij verstop, zal degene die me vervangt de risico's in mijn plaats lopen.(si je me cache, celui qui me remplacera courra les risques à ma place)

Terwijl de radio in de avond van 22 augustus 1944 de aanstaande bevrijding van Brussel aankondigde, werd Louis Braffort in zijn huis in de Rue Gérard te Brussel gearresteerd door drie rexisten. Hij werd naar het hoofdkantoor van de organisatie, op de Place Rouppe in Brussel, gebracht. Twee dagen later, de 24 augustus 1944 zijn werd zijn levenloze lichaam ontdekt in een veldweg in Wambeek. Louis Braffort was vermoord met vier kogels in de nek.

## Erkenningen
- Op 25 augustus 1994, ter gelegenheid van de vijftigste verjaardag van zijn moord, bracht de Balie van Brussel hem een levendig eerbetoon.
- In december 2011 groette de Orde opnieuw zijn moed.[2]
- De directiekamer van de Orde in het justitiepaleis van Brussel draagt zijn naam .
- Een straat van Etterbeek en Sint-Lambrechts-Woluwe draagt zijn naam (rue Bâtonnier Braffort).
- De straat aan het kasteel van de familie "de Le Hoye" te Overijse, waar hij wellicht woonde met zijn vrouw Marie-Louise de Le Hoye, draagt nu de naam "Stafhouder Braffortlaan".
- Op de plaats in Wambeek waar zijn levenloze lichaam is gevonden, staat er een monument.

## Onderscheidingen
- Commandant in de Orde van de Kroon met gouden strepen
- Officier in de Orde van Leopold
- Medaille burger eerste klasse
- Medaille van koning Albert
- Officier van het Britse rijk
- Ridder van het Legioen van Eer
- Officier van de academische palmen van Frankrijk[5]

## Publicaties
- Traité de droit criminel[6]
- Essai de contribution à l‘évolution du droit pénal
- Mémoire pour la fondation d’une École des Sciences criminelles à l’Université de Louvain, Bruxelles, Larcier, 1929[7]